# Champignolles (Côte-d'Or)
 Champignolles  es una localidad y comuna de Francia, en la región de Borgoña, departamento de Côte-d'Or, en el distrito de Beaune y cantón de Arnay-le-Duc.
Su población en el censo de 1999 era de 79 habitantes.
Está integrada en la Communauté de communes du Pays d’Arnay.

## Demografía
| 112 | 105 | 105 | 108 | 84 | 79 |
| Para los censos de 1962 a 1999 la población legal corresponde a la población sin duplicidades (Fuente: INSEE [Consultar]) |     |     |     |    |    |